# Louis-Georges Tin
Louis-Georges Tin, né en 1974 à la Martinique, est un universitaire français et un militant contre l'homophobie et le racisme.
Il a été à l’initiative en 2005 de la Journée mondiale contre l'homophobie et la transphobie. Président du Conseil représentatif des associations noires de France (CRAN) de 2011 à 2017, il en a été radié après constatation d’irrégularités comptables et financières,.

## Biographie
Fils d'un couple d'enseignants martiniquais, Louis-Georges Tin est l'arrière-petit-neveu de Victor Sévère, avocat et homme politique, maire de Fort-de-France puis député de la Martinique.
Il fait ses études secondaires au lycée Schœlcher de Fort-de-France. Après le baccalauréat, il entre en classe préparatoire littéraire au lycée Henri-IV à Paris et est admis à l'École normale supérieure en 1993. Agrégé de lettres modernes en 1996, il soutient en 2003 une thèse de doctorat intitulée Tragédie et politique en France au XVIe siècle.
Maître de conférences à l’université d'Orléans, il enseigne également à l'École supérieure du professorat et de l'éducation Centre Val de Loire (ESPE, anciennement IUFM).

## Activités

### Lutte contre l'homophobie
En 1997, Louis-Georges Tin est le cofondateur de la première association LGBT de l'École normale supérieure (ENS), « Homonormalité ».
En 2003, il dirige le Dictionnaire de l'homophobie, livre collectif publié par les Presses universitaires de France rassemblant 75 auteurs avec une préface de Bertrand Delanoë.
Le 17 mai 2006, le Comité IDAHO, présidé par Louis-Georges Tin, lance un appel pour une dépénalisation universelle de l'homosexualité.
En 2008, Louis-Georges Tin publie, dans la collection dont il est lui-même directeur, un ouvrage intitulé L'Invention de la culture hétérosexuelle. Ce livre entend montrer comment la culture hétérosexuelle s'est construite socialement à partir du XIIe siècle dans l'Occident chrétien. L'ouvrage est traduit en plusieurs langues (anglais, espagnol, italien).
En mai 2010, il fonde le cercle de réflexion République & Diversité, dont il est le président.
En mai 2011, il est arrêté avec plusieurs autres militants LGBT pendant la Moscow Pride (marche des fiertés de Moscou). Il est relâché dans la soirée. Il figure dans les vingt-cinq personnalités de l'année 2011 pour le magazine Têtu[réf. souhaitée].
En janvier 2012, une campagne internationale est lancée par Ricardo Vita pour l'attribution du prix Nobel de la paix à Louis-Georges Tin.
En juin 2012, il entreprend une grève de la faim pour réclamer que la France tienne ses engagements et fasse campagne pour une résolution à l'ONU en faveur de la dépénalisation universelle de l'homosexualité dans le monde.
En mai 2013, il démissionne de la présidence du Comité IDAHO.

### Lutte contre le racisme

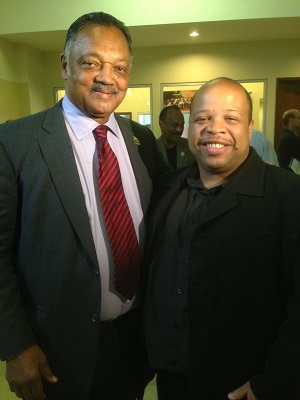
Louis-Georges Tin, en 2014, en compagnie de Jesse Jackson.

En 2004, Louis-Georges Tin adhère au CAPDIV, le Cercle d'action et de promotion de la diversité en France, et lance l'idée d'une fédération des associations noires de France.
Le 26 novembre 2005 est lancé, à l'Assemblée nationale, le Conseil représentatif des associations noires de France (CRAN), dont il devient le porte-parole, puis le président en novembre 2011 succédant à Patrick Lozès.
Le 24 juillet 2013, Louis-Georges Tin publie dans Libération, un appel signé par plusieurs organisations pour la mise en place des actions de groupe contre les discriminations, qui permettraient aux personnes discriminées de porter plainte ensemble. Il contacte le député PS Razzy Hammadi, qui rédige alors une proposition de loi sur le sujet, validée par le groupe socialiste de l'Assemblée nationale.
En décembre 2014, Louis-Georges devient le porte-parole du Groupe d'intervention contre le racisme (GICR). Le GICR appose des autocollants « Tintin toxique, relents racistes » sur les pages de garde des albums d'Hergé, Tintin au Congo, qu'il considère comme racistes à l'encontre des Noirs.
En mars 2019, Louis-Georges Tin et le CRAN appellent au boycott d'une représentation des Suppliantes d'Eschyle à la Sorbonne, qui sera finalement reportée. Ils considèrent que le metteur en scène Philippe Brunet se livre à un racisme inconscient, en raison de l'usage de masques et maquillages noirs par des acteurs blancs, et ce alors qu'il existait également des masques d'autres couleurs, chose inhérente au théâtre antique. Cette analyse est critiquée comme relevant d'une approche communautariste, portant atteinte à la liberté de création, tenant de l'anachronisme ou encore de la « moralisation des arts ».
Le 15 juillet 2020, le CRAN annonce la radiation de Louis-Georges Tin pour « dérives préoccupantes »,.

## Prise de position
À l'occasion du bicentenaire de la mort de Napoléon Ier en 2021, il indique s'opposer à l'organisation de commémorations en raison du rétablissement en 1802 de l'esclavage par Napoléon Bonaparte, alors Premier Consul. Il explique : « Ce n'est pas une tache, ni une faute, c'est un crime, et même un double crime. La France est le seul pays au monde à avoir rétabli l'esclavage. Je ne comprends pas que l'on continue à célébrer sa mémoire comme si de rien n'était. Enseigner Napoléon, d'accord, mais le commémorer, c'est faire de l'apologie de crime ».

## Publications

### Édition scolaire
- Jean Giraudoux, « La guerre de Troie n'aura pas lieu », Rosny-sous-Bois, Bréal, 1998
- Molière, « Dom Juan », Rosny-sous-Bois, Bréal, 1998
- Français, 2de, 1res L, ES, STT, Tle L : le genre et les mouvements littéraires, les auteurs et les œuvres, Rosny-sous-Bois, Bréal, 1999

### Direction d’ouvrage
- Homosexualités : expression/répression (avec la collaboration de Geneviève Pastre), Paris, Stock, 2000, 253 p. (ISBN 978-2-234-05208-6) — actes d'un colloque tenu à l'École normale supérieure en décembre 1998.
- Dictionnaire de l'homophobie (préf. Bertrand Delanoë), Presses universitaires de France, coll. « Grands Dictionnaires », mai 2003 (ISBN 978-2-13-053582-9) — traduit en anglais et paru en 2008 chez Arsenal Pulp Press
- Anthologie de la poésie française du XVIe siècle, édition de Jean Céard et de Louis-Georges Tin, Paris, Gallimard, 2005
- L'Invention de la culture hétérosexuelle, Paris, Autrement, coll. « Sexe en tous genres », 2008, 208 p. (ISBN 978-2-7467-1204-1, présentation en ligne)
- Le Pacte : pour en finir avec les discriminations, Paris, Autrement, coll. « Mutations », 2011, 160 p. (ISBN 978-2-7467-3092-2).
- De l'esclavage aux réparations : les textes clés d'hier et d'aujourd'hui, Paris, Les Petits Matins, coll. « Essais », 2013, 192 p. (ISBN 978-2-36383-070-8).

### Autres
- Tragédie et politique en France au XVIe siècle (thèse de doctorat soutenue devant l'université Paris Nanterre), 2003.
- Esclavage et Réparations : comment faire face aux crimes de l'histoire, Paris, Stock, coll. « Essais et Documents », 2013, 176 p. (ISBN 978-2-234-07488-0).
- Les Impostures de l'universalisme (conversation avec Régis Meyran), Paris, Textuel, coll. « Idées/Débats », 2020, 128 p. (ISBN 978-2-8459-7812-6).

### Collaborations
- Henry Phillips, Le Théâtre catholique en France au XXe siècle, avec la collaboration d'Aude Pichon et de Louis-Georges Tin, Paris, Champion, 2007
- Homosexualité : aimer en Grèce et à Rome. Précédé d'un entretien avec Jean Allouch, textes réunis et présentés par Sandra Boehringer, avec la collaboration de Louis-Georges Tin, Paris, Les Belles Lettres, 2010

### Préface
- Philippe Clauzard, Conversations sur l'homo(phobie) : l'éducation comme rempart contre l'exclusion, Paris, L'Harmattan, 2002